# ناظم حكمت
ناظم حكمت (بالتركية: Nâzım Hikmet Ran) (15 يناير 1902 في سالونيك - 3 يونيو 1963 في موسكو) كان شاعرًا تركيًا شهيرًا ولد لعائلة ثرية ذات نفوذ، عارض الإقطاعية التركية وشارك في حركة أتاتورك التجديدية ولكن بعدها عارض النظام الذي أنشأه أتاتورك وسجن في السجون التركية حتى 1950، فرَّ إلى الاتحاد السوفيتي وهو شاعر شيوعي، كانت أشعاره ممنوعة في تركيا إلى أن أعادت له بلده الاعتبار. توفي في عام 1963.
تميز شعره ببساطة ساحرة ومواقف واضحة. جرب ناظم في شعره كل الأشكال الممكنة الحديث منها والموروث وغذى تجربته بكل الثقافات من حوله خاصة أنه له علاقات شخصية مع أبرز الشخصيات الأدبية الروسية والأروبية والأمريكية وحتى العربية.
ولناظم حكمت بصمته في الشعر العربي إذ نجد أصداء من طريقته الشعرية في أثر العديد من الشعراء كعبد الوهاب البياتي وبلند الحيدري ونزار قباني والعديد من شعراء العامية حيث تقتحم الأشياء البسيطة فخامة العالم الشعري وتعطيه أبعادا أخرى لم تكن بارزة من قبل. ناظم حكمت ران  هو الشاعر التركي الذي يعرف أكثر بالشاعر ناظم حكمت، فهو يعرف ككاتب مسرحي وروائي وهو شاعر اتجه اتجاها رومانسيا كما أنه يعد أحد الثوار المدافعين عن مذهب الرومانسية.
ولقد ترجمت قصائده الشعرية إلى أكثر من خمسين لغة وحصلت أعماله على العديد من الجوائز.
ولقد استخدم ناظم حكمت أسماء مستعارة في السنوات الذي كان ممنوعا فيها من الدخول إلى تركيا وكانت تلك الأسماء مثل: أورخان سليم وأحمد أوغوز وممتاز عثمان وأيضا أرجومينت أر.
كما أنه قد أصدر كتابا بعنوان «الكلاب تعوي والقافلة تسير» وكان هذا الكتاب بتوقيع أورخان سليم
يعد ناظم حكمت هو المؤسس الأول للنظم الحر في تركيا وواحدا من أهم الأسماء البارزة في الشعر التركى المعاصر. ذاع صيته وأصبحت له شهرة عالمية كما أنه يعتبر من بين شعراء القرن ال20 الأكثر شعبية في العالم. وقد حكم على ناظم حكمت في إحدى عشرة قضيه مختلفه، ومكث ناظم حكمت في معتقلات إسطنبول وأنقرة وتشانقر وأيضا في بورصة لمدة تتجاوز إثني عشر عاما وتم نفيه من تركيا عام 1951 .
وبعد حوالي ستة وأربعين عاما من وفاته تم إلغاء تلك القضية وذلك بقرار الصادر عن مجلس الوزراء بتاريخ 5 يناير 2009، تم العثور على قبر ناظم حكمت في موسكو.

## حياته
ولد ناظم حكمت في 15 يناير 1902 في سالونيك وكتب أول قصيدة شعرية له في 3 يوليو 1913 بعنوان صرخة وطن  وفي نفس العام بدأ دراسته في المدارس السلطانية،
عندما قرأ الطفل قصيدتة الشعرية البطولية التي كتبها بهدف أن يروي مدى بطولة البحارة وشجاعتهم فقام بإطلاعها على ناظر البحرية جمال باشا

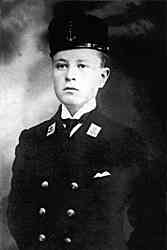
بينما كان طالبا بمدرسة البحرية

أثناء اجتماع العائلة اتخذ القرار بإلحاق الطفل بمدرسة البحرية  والتحق الطفل بمدرسة البحرية في 25 سبتمبر 1915 في هيبيليا وفي عام 1918 تخرج ناظم حكمت وأصبح الثامن من بين 26 شخصا، ويتضح من خلال تقديرات التقرير الدراسي أنه كان طالبا ذكيا ومجتهدا، تخرج بتقدير معتدل فلم يكن يهتم بثيابه أو مظهره فهو طالب جيد ذو مواقف أخلاقية. بعد أن تخرج في مدرسة البحرية تم تعيينه كضابط تحت التدريب على متن سفينة الحامدية، وهي سفينة تابعة لمدرسة البحرية.
قطعت علاقته مع الجيش في 17 مايو 1921 بسبب وجود حالات هروب مفرطة  ذهب ناظم حكمت في عام 1920 إلي الأناضول بدون إخبار عائلته من أجل المشاركة في النضال الوطني مع صديقه أحمد فالا نور الدين وعمل بالتدريس في مدينة بولو.
ذهب ناظم حكمت من أطومي إلى موسكو ودرس علم الاقتصاد والعلوم السياسية بالجامعة الشيوعية لكادحي الشرق.
تعرف ناظم حكمت على مبادئ الشيوعية وأصبح شاهدا على السنوات الأولى لبداية عهدها في موسكو التي رحل إليها في عام 1921 بعد ذلك تم إصدار أول ديوان شعري له الذي نشر في موسكو في 28 يناير 1924 .
وفي ذلك العام عاد إلى تركيا وبدأ العمل في «مجلة التنوير» ولكن بسبب قصائده الشعرية والمقالات التي كتبها بالمجلة أُلقى في السجن لمدة خمسة عشر عاما. ذهب مرة أخرى إلى الاتحاد السوفيتي وعاد إلى تركيا في عام 1928 مستفيدا من قانون العفو وبدأ بعد ذلك العمل في جريدة: «القمر الساطع»
ولكن بعد ذلك في عام 1938 عوقب بالسجن لمدة ثمانية وعشرين عاما.
بعد إثني عشر عاما من اعتقاله ذهب ناظم حكمت في عام 1950 إلى الاتحاد السوفيتي التي كانت في تلك الفترة برئاسه ستالين حاملا ذلك القلق من أنه سوف يُقتل وسوف يؤخذ إلى الجيش.
في 3 يونيو عام 1963 وافته المنية عن عمر يناهز واحدا وستين عاما بسبب أزمة قلبية.

## عائلته
كان والده السيد حكمت الذي قام بإنشاء نقابة الصحافة وقنصلية هامبورغ، أما والدته فهي السيدة عائشة جليلة والتي كانت تجيد اللغة الفرنسية وأيضا كانت تقوم بالرسم والعزف على البيانو، فالسيدة عائشة جليلة هي ابنة السيد حسن أنور الذي كان يعمل تربويا ولغويا.
هاجر السيد حسن أنور من بولونيا إلي الإمبراطورية العثمانية أثناء الثورة في عام 1848 وكان إبنه هو (قونستانتي بورزاشكي) الملقب بالسيد مصطفى جلال الدين مواطن عثماني ولد في عام 1826 وتوفي عام 1876 .
عمل مصطفى جلال الدين كضابط بالجيش العثماني وقام بتأليف كتاب بعنوان (الأتراك القدماء والمعاصرين) والذي يعتبر من أهم الأعمال في التاريخ التركي.
أما عن والدة السيدة جليلة فقد كانت عثمانية من جذور ألمانية فهي السيدة ليلي ابنة الملك (فريدريك ديتروات) أو الملقب ب محمد علي باشا.
السيده (منوُر) هي أخت السيدة جليلة كما أنها والدة (أوكتاي رفعت).
والده هو السيد حكمت الذي يعمل في سالونيك كضابط في وزارة الخارجية، كان إبنه ناظم باشا من أنصار الحرية على الطريقة المولوية.
وفي ذلك الوقت أُقيل السيد حكمت من عمله كضابط عندما كان ناظم طفلا وذهب مع عائلته إلى حلايب لكي يكون إلى جانب والده.
وهناك اجتهدوا في تأسيس حياة جديدة وعمل جديد وعندما فشلوا في تحقيق أهدافهم هناك رحلوا إلى إسطنبول.
كانت محاولاتهم في تأسيس عمل في إسطنبول قد باءت بالفشل فعاد السيد حكمت إلى حياته السابقة التي لم تكن تروقه وعاد إلى مهنته السابقة مرة أخرى
وبسبب إجادته للغة الفرنسية أٌلقى على عاتقه أعمال خارجية.

## نجاحاته
بدأ ناظم حكمت بكتابة أولى قصائده الشعرية بوزن الهجاء ولكنه كان مختلفا عن الشعراء الآخرين من حيث المحتوى، فكلما ازداد تطور المفهوم الشعري شرع في البحث عن قوالب جديدة للشعر مع محاولة الاكتفاء بوزن الهجاء، وقد بلغ هذا البحث ذروته ما بين عامي 1922 و1925 والتي تعتبر هي الأعوام الأولى التي عاشها في الاتحاد السوفيتي.
عند النظر إلى كل من الشكل والمحتوى في قصائده الشعرية نجد أنه يختلف كثيرا عن الشعراء الموجودين في تلك الفترة.
تبنى ناظم حكمت الوزن الحر الذي كان سببا في تكوين الانسجام الموسيقي وأيضا الانسجام الصوتي للغة مبتعدا عن وزن الهجاء وقد استوحى هذا الوزن من الشعراء الشباب في روسيا قي تلك الفترة مثل: (ماياكوفسكي) علاوة على ذلك قام الكثير من الفناين بتلحين أشعاره وهؤلاء الفناين أمثال:
(فكرت قيزيلوق) و (جيم قاراجا) و (فؤاد السقا).
أصدر ناظم حكمت قصيدته بشكل مسجل بعنوان (سوف نرى أياما جميلة) وأصدرها عام 1979، ولكن قام (أونول بيويوك جونيش)بتلحين جزء صغير منها بشكل مبتكر ومذهل، ولكن بعض قصائده الشعرية تم تلحينها بواسطة الملحن اليوناني (مانوس لوازوس) علاوة على ذلك قام الملحن (سالم أتاكان) العضو القديم في مجلة (تركيا الجديدة)بتلحين بعض من أشعاره.
في عام 2002 أعد ناظم حكمت ألبوم بعنوان (ناظم حكمت وأشعاره) التي تم تلحينها بواسطة (سعاد أوزون در) وهي القصيدة ذاتها التي أعلنت عنها منظمة اليونيسكو.

## نفيه وقضاياه
تمت محاكمة ناظم حكمت عدة مرات بسبب أشعاره وكتاباته التي بدأها في عام 1925، فقد حُكم عليه بالسجن ثماني وعشرين عاما في معتقلات إستانبول
وأنقره وبورصه وتشانقرر، كما أنه قد عرض فيلم يدعى (العملاق ذو العيون الزرقاء) عام 2007 وهو الذي يروى تلك الأعوام التي قضاها ناظم حكمت قي معتقل بورصه ثم تم إخلاء سبيله عام 1950 مستخدما قانون العفو.
لقد كان إستدعائه للخدمه في الجيش مرة أخرى وهو يبلغ من العمر ثماني وأربعون عاما هو ما دفعه للهروب خارج البلاد بسبب ذلك الشعور المسيطر عليه من أنه سوف يقتل.
لتخذ مجلس الوزراء قرارا في 17 يونيو عام 1951 بنفيه من البلاد، وعاش ناظم حكمت مع زوجته (فيرا تولياكوفا) في موسكو بالاتحاد السوفيتي.
في خلال السنوات التي قضاها خارج البلاد تجول ناظم حكمت في كثير من دول العالم مثل: بلغاريا والمجر وفرنسا ومصر إلى جانب أنه شارك في أعمال ضد الحرب والإستعمار فقام بعمل برامج تسجيليه في الراديو بعضا منها كانت تذاع في الراديو التركي والبعض الآخر كان يذاع في راديو
(بوضابيشتا).

## قضاياه
- قضية محكمة الاستقلال بأنقرا عام 1925 .
- قضية محكمة الجنايات في إسطنبول من عام 1927 : 1928 .
- قضية محكمة الجنايات في ريزا عام 1928 .
- قضية محكمة الجنايات في أنقرا عام 1928 .
- قضية المحكمة الجنائية للصلح الثاني في إسطنبول عام 1931 .
- قضية المحكمة الجنائية في إستانبول عام 1933 .
- قضية محكمة الجنايات للصلح الثالث في إستانبول عام 1933 .
- قضية محكمة الجنايات في بورصه عام 1933 :1934 .
- قضية محكمة الجنايات في إستانبول عام 1936 و1937 .
- قضية المحكمة العسكرية بقيادة سلاح البحرية عام 1938 .

## وفاته وما بعدها
في اليوم الموافق 3 يونيو عام 1963 في الساعة 6:30 صباحا تقدم ناظم حكمت نحو بوابة الشقة في الطابق الثاني من أجل أخذ الجريدة ولكنه توفي نتيجة أزمة قلبية، فقد احتشد مئات الفنانين في مراسم العزاء الذي أقيم في قاعة اتحاد الكتاب الروسيين ودُفن في «مقبرة نوفودوفيتشي» الشهيرة.
إن حجر هذه المقبرة مصنوع من الجرانيت الأسود، فقد تم تخليد ذكرى هذا الرجل فوق الحجر والذي يعتبر من أشهر الشعراء الذين ساروا عكس إتجاه التيار في تلك الفترة.
في الأيام الأولى لعام 2008 وجد مسودة لرواية غير مكتملة الأركان بعنوان «الحمائم الأربعة» وجدها حفيد بريا زوجة ناظم حكمت «كرم بينجو» ضمن أوراق بريا.

## استرداده للجنسية التركية مرة أخرى
على الرغم من أنه على ما يبدو تم فتح الطريق أمام ناظم حكمت من أجل استرداد الجنسية التركية مرة أخرى وذلك بعد كل تلك المشاجرات التي استمرت فترة طويلة على مدار السنوات الماضية، فقد رفض مجلس الوزراء المطالب التي تنحاز نحو الشاعر ناظم حكمت بإسترداده الجنسية التركية موضحا أن تلك اللائحة نظمت فقط من أجل الأشخاص اللذين على قيد الحياة وأنها لم تكن تشمل الشاعر ناظم حكمت.
في اليوم الموافق 5 يناير عام 2009 تم فتح هذا الاقتراح الذي ينص على إبطال سريان قرار مجلس الوزراء الذي يدور حول نزع الجنسية التركية من الشاعر ناظم حكمت ومن ثم عرضه للتوقيع.
كما أعرب المتحدث الرسمي للحكومة «جميل شيشاك» عن تجهيز القرار المتعلق بإسترداد ناظم حكمت لجنسيته التركية وأيضا تم عرض هذا القرار للتوقيع وقال أنه تمت الموافقة عليه بالاقتراع وذلك بإعادة الجنسية التركية إلى ناظم حكمت والتي انتزعت عنه في عام 1951 .
أصدر مجلس الوزراء القرار بتاريخ 5/1/2009 وتم إصداره في جريدة رسمية بتاريخ 10/1/2009 وهكذا أصبح ناظم حكمت مواطنا تركيا بعد انقضاء حوالي ثماني وخمسون عام.

## قصائده
«رســالة»
- لا تحيا على الأرض
- كمستأجر بيت
- زائر ريف وسط الخضرة
- ولتحيا الأرض
- كما لو كان العالم بيت أبيك
- ثق في الحب وفي الأرض وفي البحر
- ولتمنح ثقتك قبل الأشياء الأخرى للإنسان
- امنح حبك للسحب وللآلة والكتب
- ولتمنح حبك قبل الأشياء الأخرى للإنسان
- ولتستشعر اكتئابة الغصن الجاف
- والكوكب الخامد
- والحيوان المقعد
- ولتستشعر أولاً اكتئابة الإنسان

لتحمل لك الفرحة
كل طيبات الأرض
ليحمل لك الفرحة
الظل والضوء
لتحمل لك الفرحة
الفصول الأربعة
ولكن فليحمل لك الإنسان
أول فرحة
ناظم حكمت
من قصيدة «لعلها آخر رسالة إلى ولدي محمد»
من ديوان «أغنيات المنفى»
ترجمة محمد البخاري

## أعماله

### المسرحيات
- الجمجمة 1932
- الرجل المنسي 1935
- فرهاد وشيرين أو حكاية حب أو أسطورة حب 1965

### الروايات
- إنه لشيء عظيم أن تكون على قيد الحياة، يا أخي 1967

### دواوين الشعر
- رسائل إلى ترانتا - بابو 1935
- ملحمة الشيخ بدر الدين 1935
- مناظر طبيعية وإنسانية من بلدي 1966-1967
- ملحمة حرب الاستقلال 1965

## روابط خارجية
- ناظم حكمت على موقع IMDb (الإنجليزية)
- ناظم حكمت على موقع الموسوعة البريطانية (الإنجليزية)
- ناظم حكمت على موقع مونزينجر (الألمانية)
- ناظم حكمت على موقع ميوزك برينز (الإنجليزية)
- ناظم حكمت على موقع ديسكوغز (الإنجليزية)
- ناظم حكمت على موقع قاعدة بيانات الفيلم (الإنجليزية)